# Elassoma gilberti
Elassoma gilberti är en fiskart som beskrevs av Snelson, Krabbenhoft och Quattro 2009. Elassoma gilberti ingår i släktet Elassoma och familjen Elassomatidae. Inga underarter finns listade i Catalogue of Life.